# Pereval Akbeit
Pereval Akbeit (ryska: Перевал Акбеит) är ett bergspass i Kirgizistan.   Det ligger i oblastet Naryn Oblusu, i den centrala delen av landet, 240 km söder om huvudstaden Bisjkek. Pereval Akbeit ligger 3 284 meter över havet.
Terrängen runt Pereval Akbeit är varierad. Runt Pereval Akbeit är det mycket glesbefolkat, med 2 invånare per kvadratkilometer. Trakten runt Pereval Akbeit består i huvudsak av gräsmarker.